# Emad Soliman
Emad Soliman (Egipto, 23 de julio de 1959) es un exfutbolista y entrenador de fútbol de Egipto que jugaba en la posición de delantero.

## Carrera

### Club
| Periodo   | Club        |
| --------- | ----------- |
| 1977-1994 | Ismaily SC  |
| 1994-1996 | El Qanah FC |

### Selección nacional
Jugó para Egipto en 51 ocasiones de 1983 a 1988 y anotó 14 goles; participó en los Juegos Olímpicos de Los Ángeles 1984 y en tres ediciones de la Copa Africana de Naciones.

### Entrenador
| Periodo   | Club                |
| --------- | ------------------- |
| 2005      | Ismaily SC          |
| 2008      | Ismaily SC          |
| 2009–2010 | Ismaily SC          |
| 2011      | Ismaily SC          |
| 2012–2013 | Abha Club           |
| 2013–2014 | Tala'ea El-Gaish SC |
| 2015–2016 | Al-Sulaibikhat SC   |
| 2016      | Ismaily SC          |
| 2017–2018 | Misr Lel-Makkasa SC |
| 2018      | Haras El-Hodood SC  |

## Logros

### Club
- Primera División de Egipto (1): 1991
- Copa Africana de Naciones (1): 1986

### Individual
- Goleador de la Primera División de Egipto en 1987.